# Musée archéologique du Pirée
Le musée archéologique du Pirée (en grec moderne : Αρχαιολογικό Μουσείο Πειραιά) est un musée grec situé au Pirée, le principal port d'Athènes. Il dépend du ministère grec de la Culture (premier éphorat des antiquités préhistoriques et classiques).
Fondé en 1935, il abrite notamment les bronzes découverts sur le port en 1959, ainsi qu'une copie du Lion du Pirée.

## Collections

### L'Apollon du Pirée

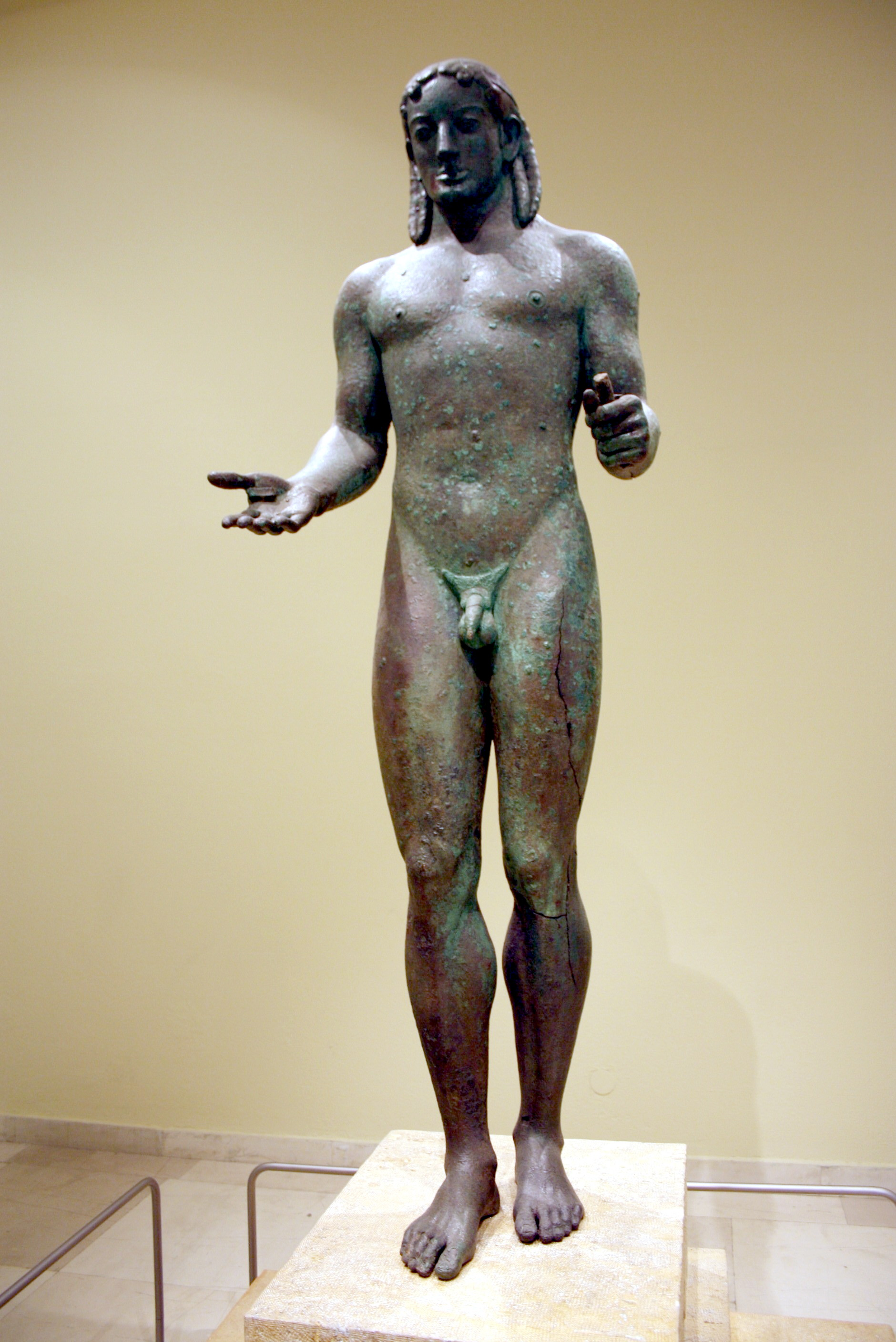
L'Apollon du Pirée.

L'Apollon du Pirée est un kouros archaïque en bronze, daté par certains de 520 AEC environ, mais considéré par le spécialiste Claude Rolley comme une imitation, au deuxième quart du Ve siècle, d'une statue du troisième quart du VIe siècle. Hauteur : 1,92 m.
Il a été retrouvé en 1959, en même temps que l'Athéna et les deux Artémis, dans un entrepôt du Pirée incendié lors la prise du port par les Romains, en -86. Ces statues attendaient vraisemblablement d'être exportées vers l'Italie.
Comme les trois autres statues qui l'accompagnaient, il a été réalisé selon la technique de la fonte creuse, par la méthode indirecte à la cire perdue. Il pourrait provenir de Délos.
L'Apollon du Pirée représente l'ultime étape dans l'évolution des kouroï archaïques. Il se différencie des productions antérieures par un caractère moins formel et une certaine expression de mouvement dans les membres.
Le kouros tenait des objets dont il reste des traces dans les mains. Il est intact, présentant seulement un peu de corrosion et quelques fissures sur la jambe gauche.

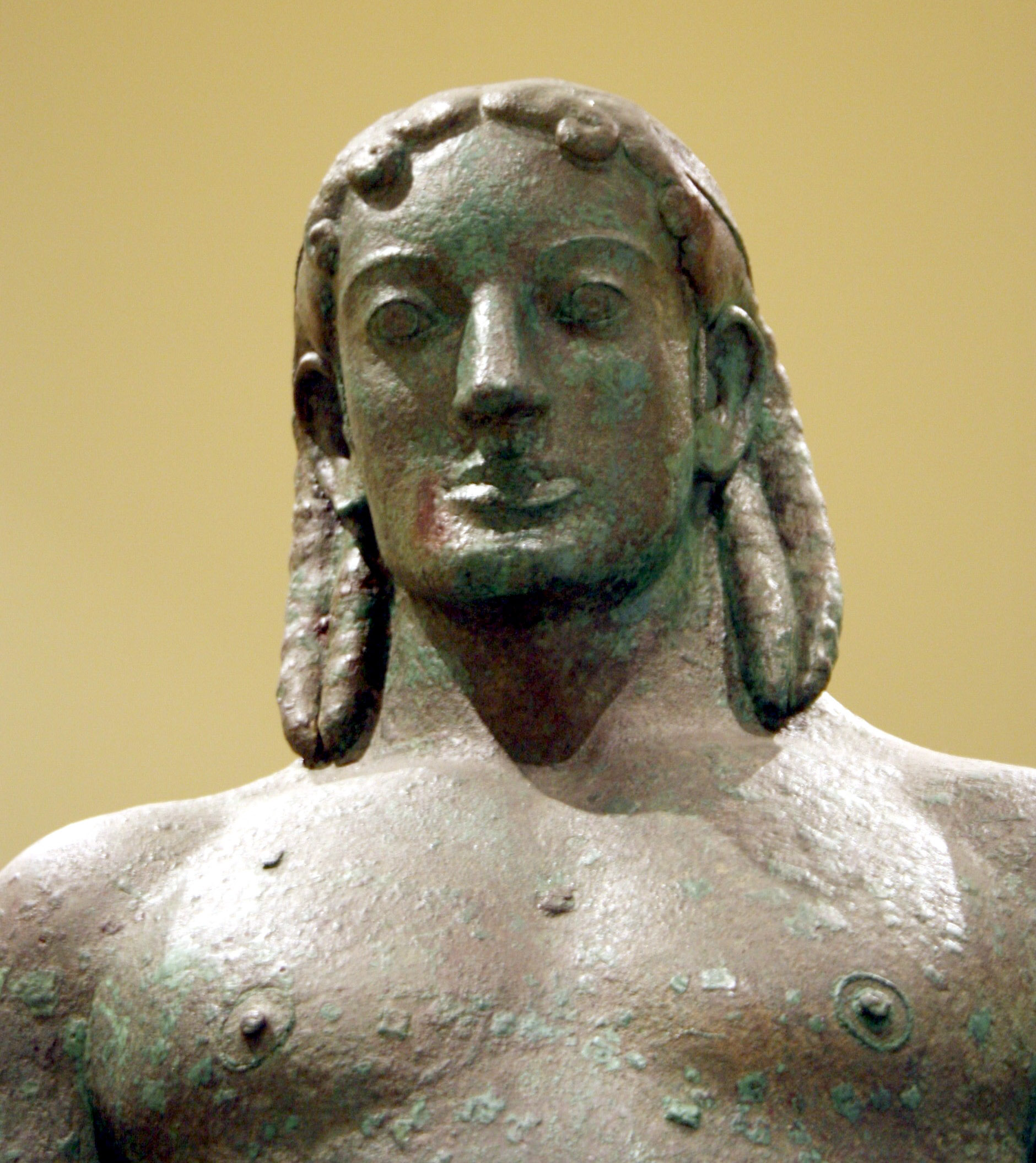
Visage de l'Apollon du Pirée.
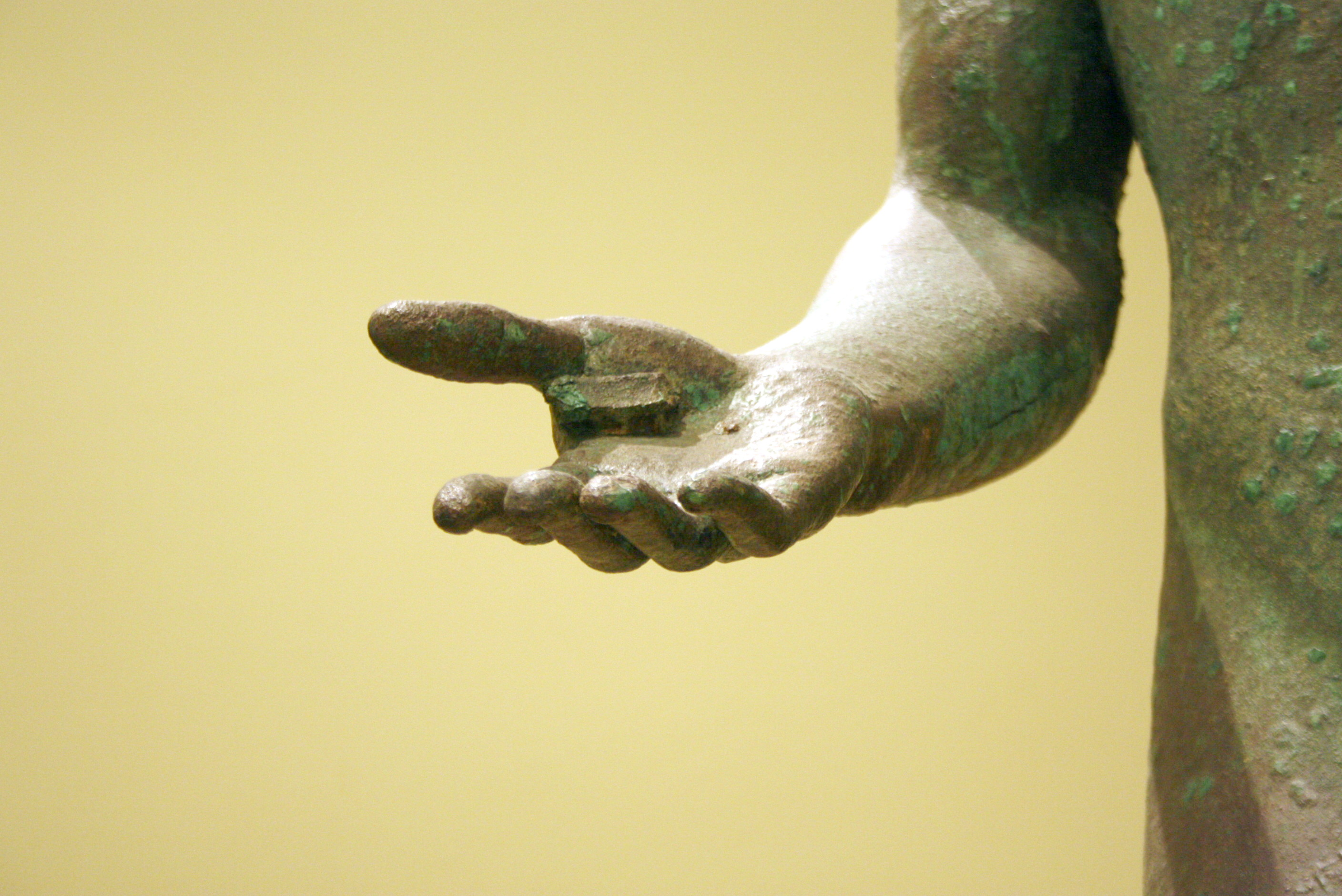
Main droite de l'Apollon du Pirée.

### L'Athéna du Pirée

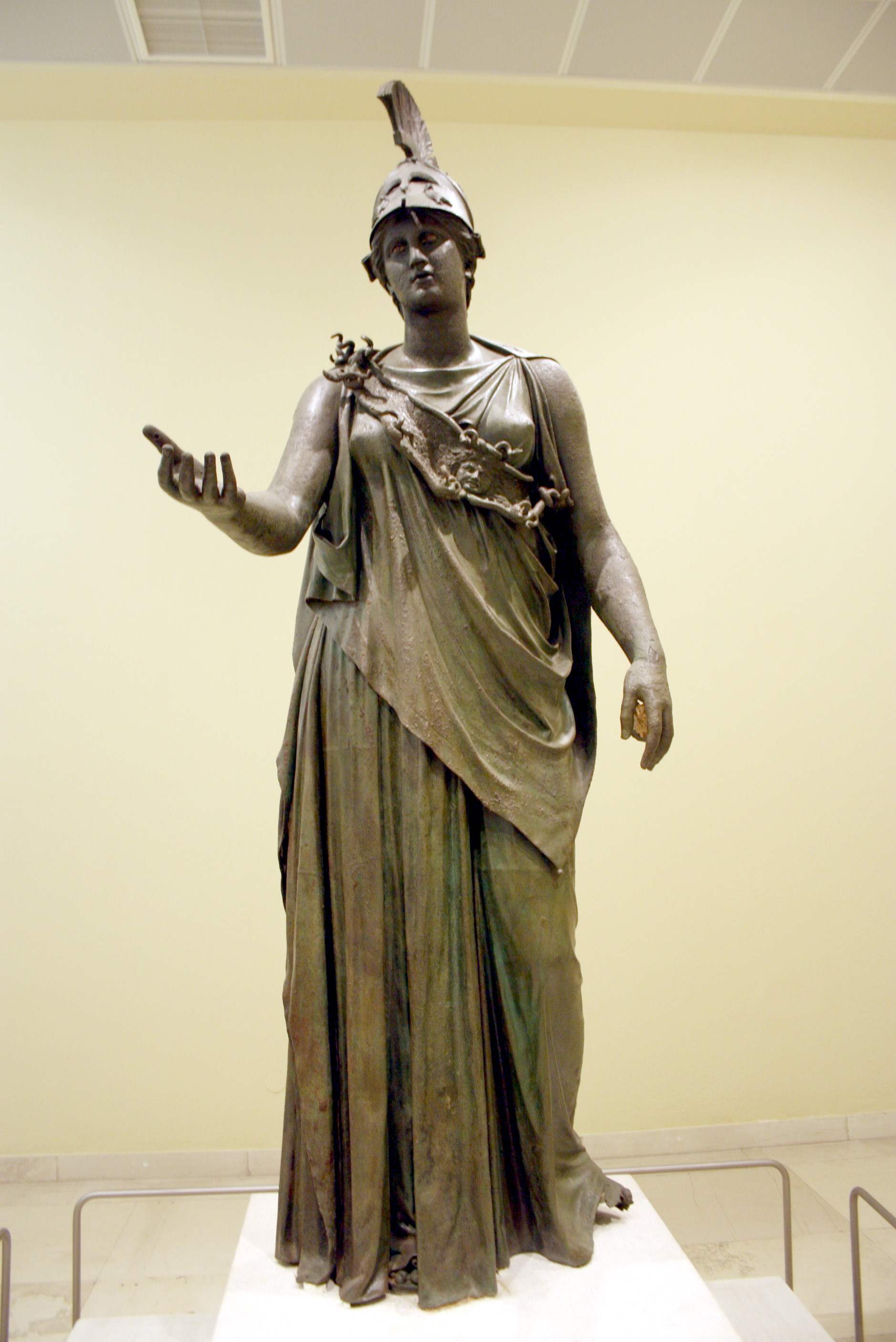
L'Athéna du Pirée.

L'Athéna du Pirée est une très grande statue de bronze, haute de 2,35 m, probablement une statue de culte qui pourrait provenir des sanctuaires de Zeus Sôtêr et Athéna Sôteira au Pirée. Elle pourrait aussi provenir de Délos,. Selon les estimations, l'Athéna du Pirée remonte à -360 / -340.
La statue est presque complète et en état quasi intact. Seuls manquent les attributs et une partie du pied gauche. On ne constate qu'un peu de corrosion en surface.

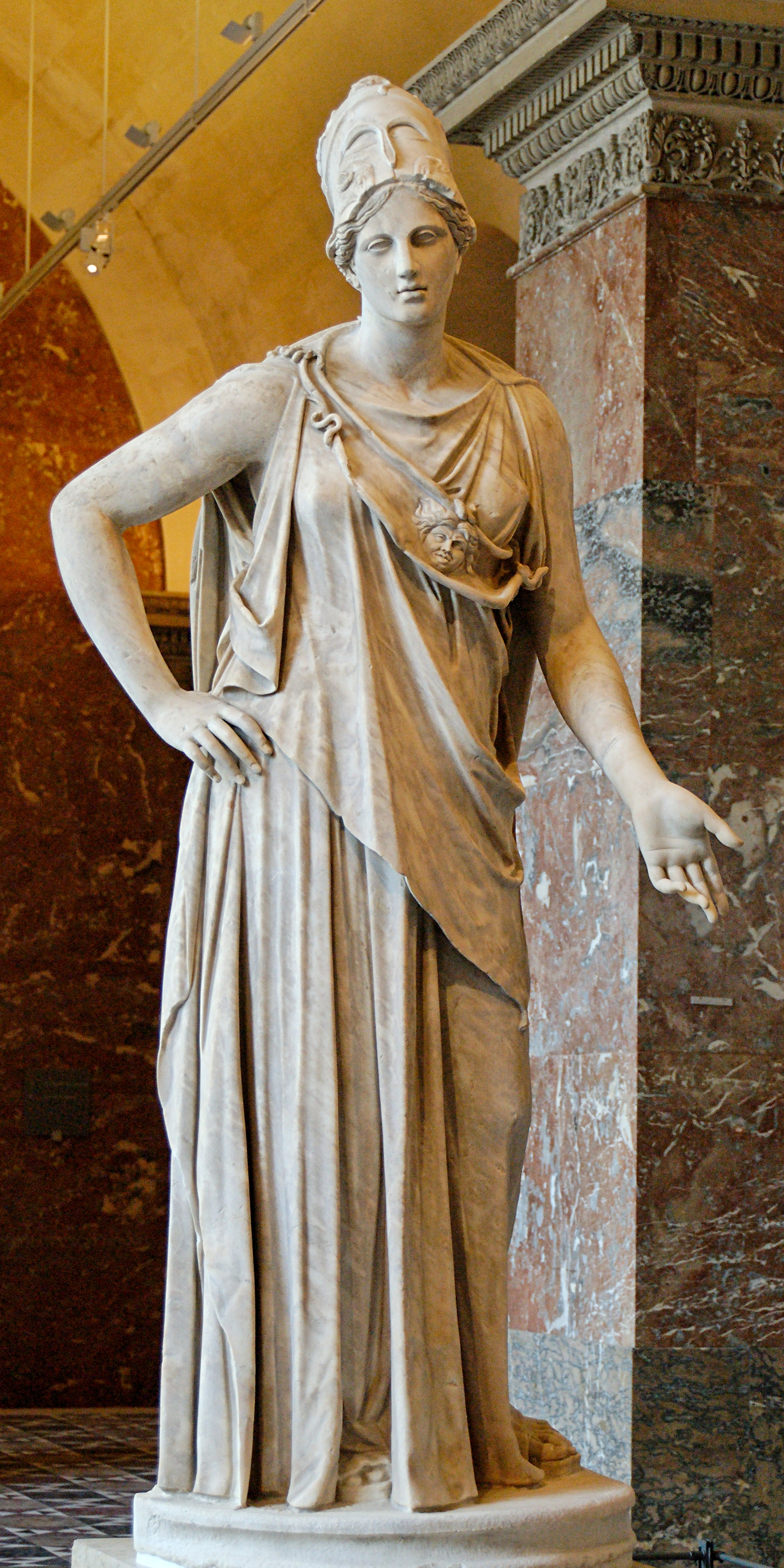
Athéna Mattei. Louvre, Ma 530.

Le poids du corps repose sur la jambe droite. La déesse porte un péplos ouvert sur le côté droit, retombant en diagonale, au-dessus duquel l'égide forme une bande étroite ornée de serpents et d'une tête de Méduse. Les deux mains portent des traces de fixations. La gauche devait être posée sur un bouclier et la droite tenait probablement une lance, peut-être aussi une chouette.
Le casque, remonté sur la tête, comporte une visière ornée de deux chouettes et des griffons de chaque côté de la crête. Les iris sont incrustés.
En raison de sa similitude avec l'Apollon Patroos du musée de l'Agora, l'Athéna du Pirée a parfois été attribuée à Euphranor, mais il se peut aussi qu'il s'agisse d'une copie hellénistique, d'après un original du IVe siècle av. J.-C.
Cette statue, comme les autres de la série, a été coulée par la méthode indirecte à la cire perdue.
Il en existe une copie romaine du Ier siècle : c'est l'Athéna Mattei, en marbre, qui se trouve au Louvre (Ma 530), dont le bras droit est disposé différemment.

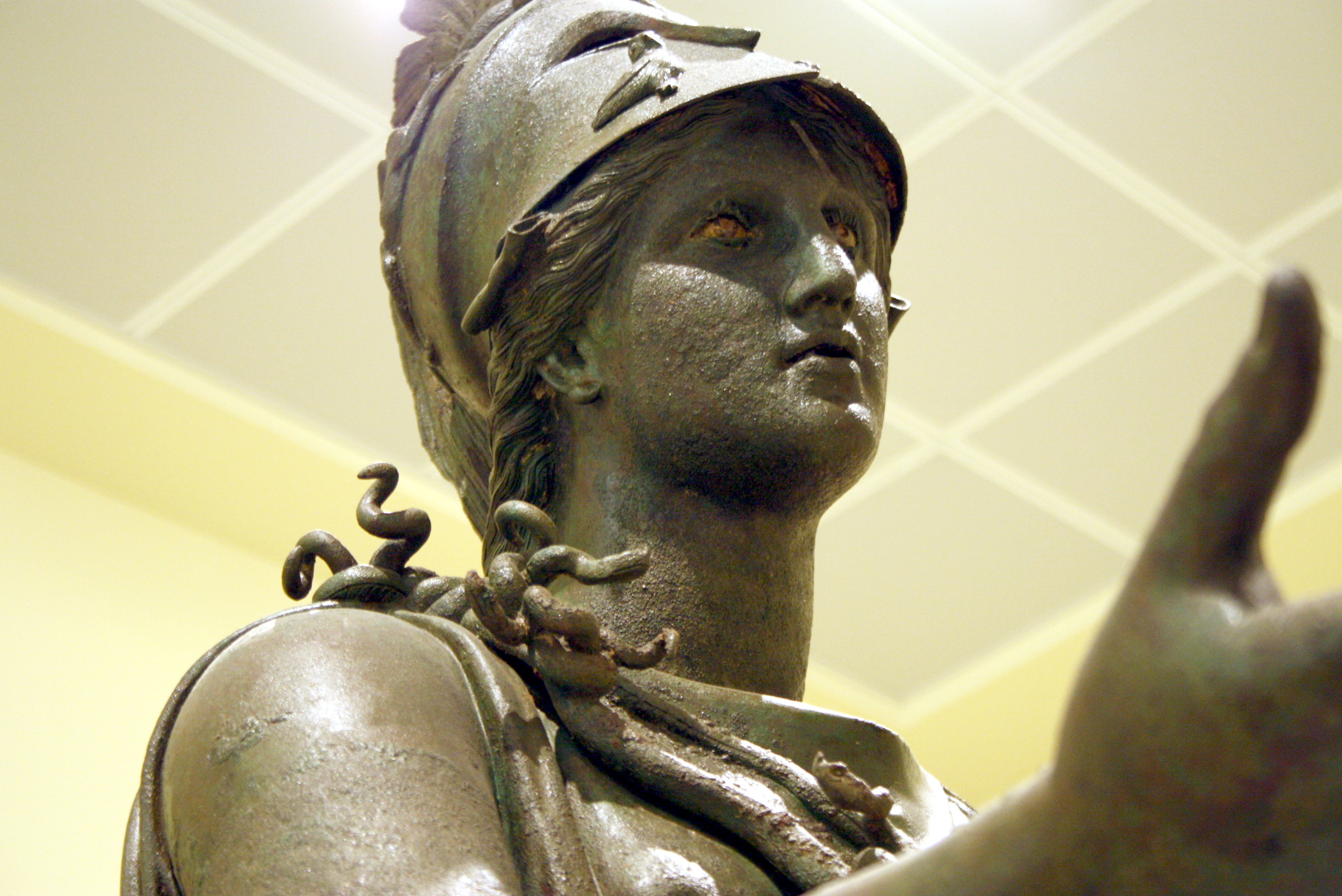
Visage.
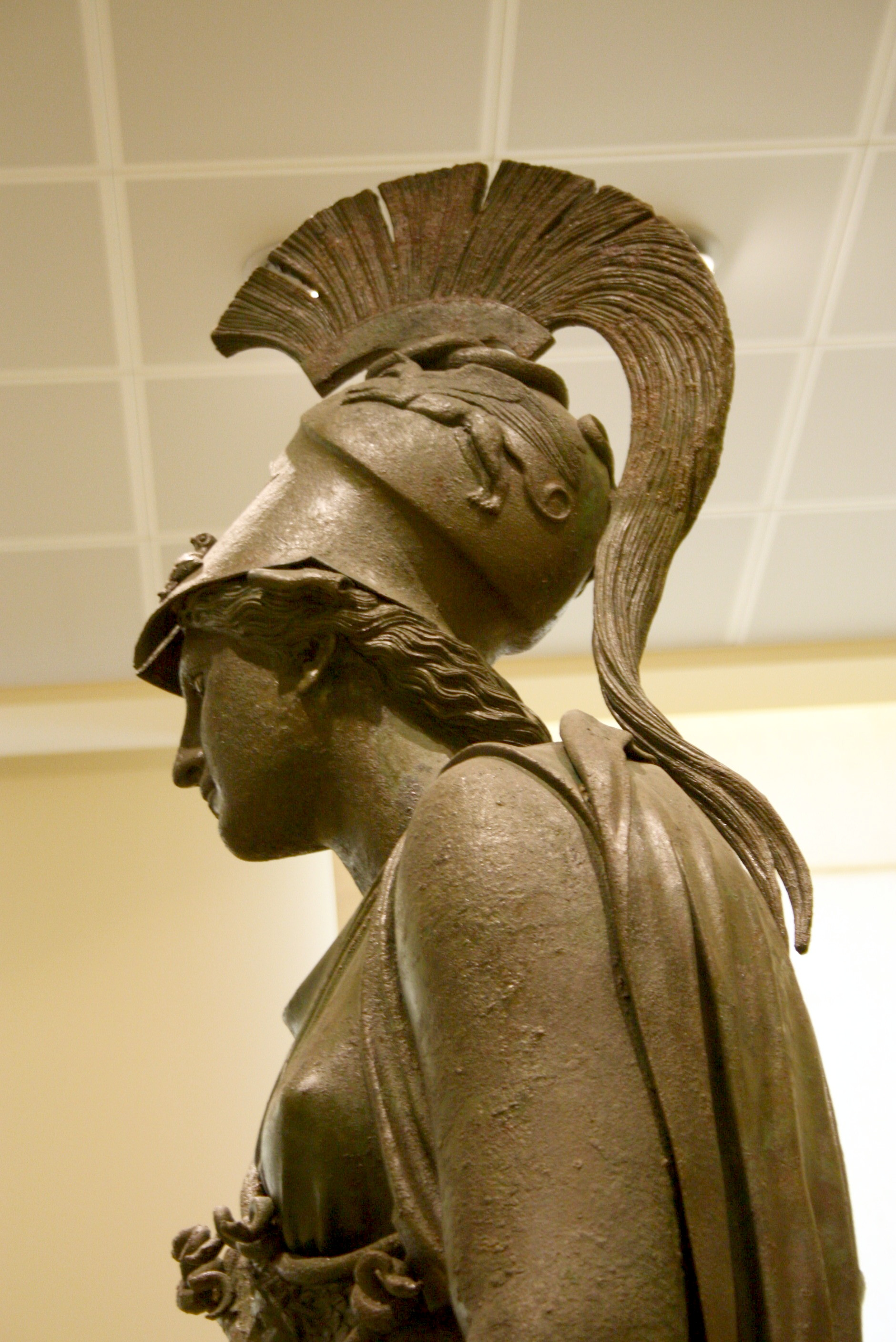
Casque.
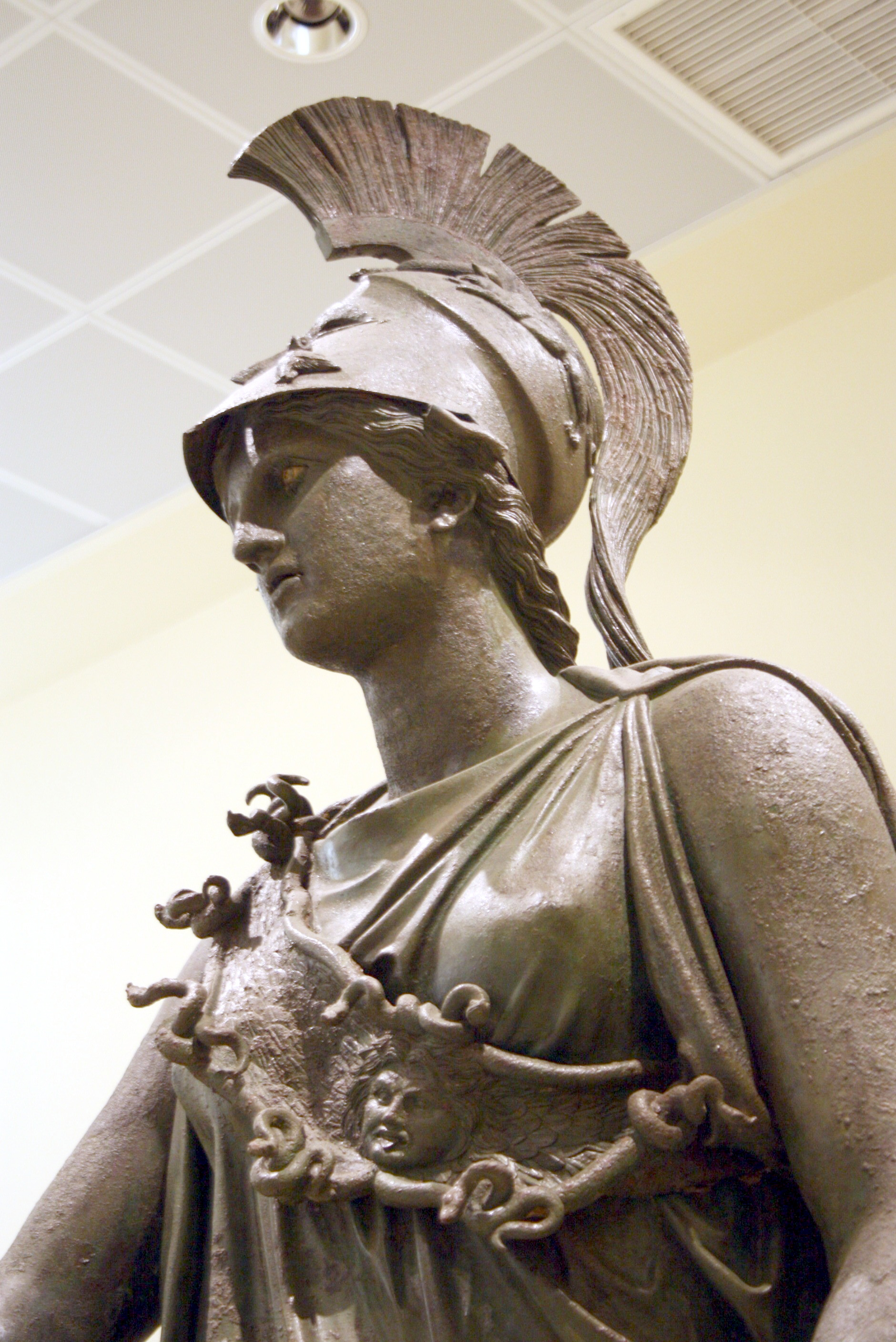
Thorax.

### Les deux

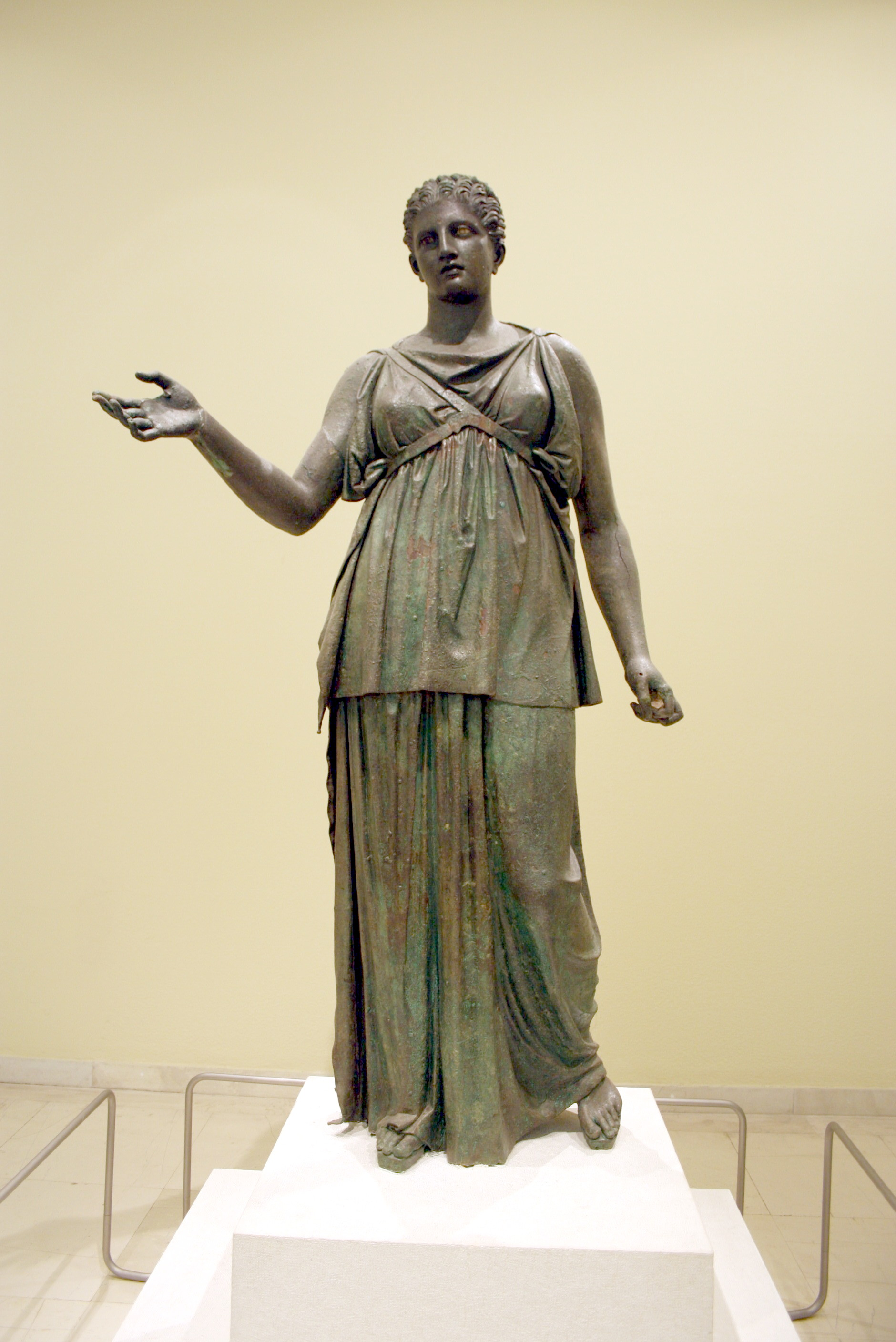
L'Artémis A du Pirée, attribuée à Euphranor.

### Les deuxArtémis du Pirée(en)

#### Artémis A
L'Artémis "A" du Pirée est une grande statue hellénistique de bronze (1,94 m), du milieu du IVe siècle av. J.-C., parfois attribuée au sculpteur Euphranor, pour sa ressemblance avec l'Apollon Patroos, conservé au musée de l'Agora antique d'Athènes.

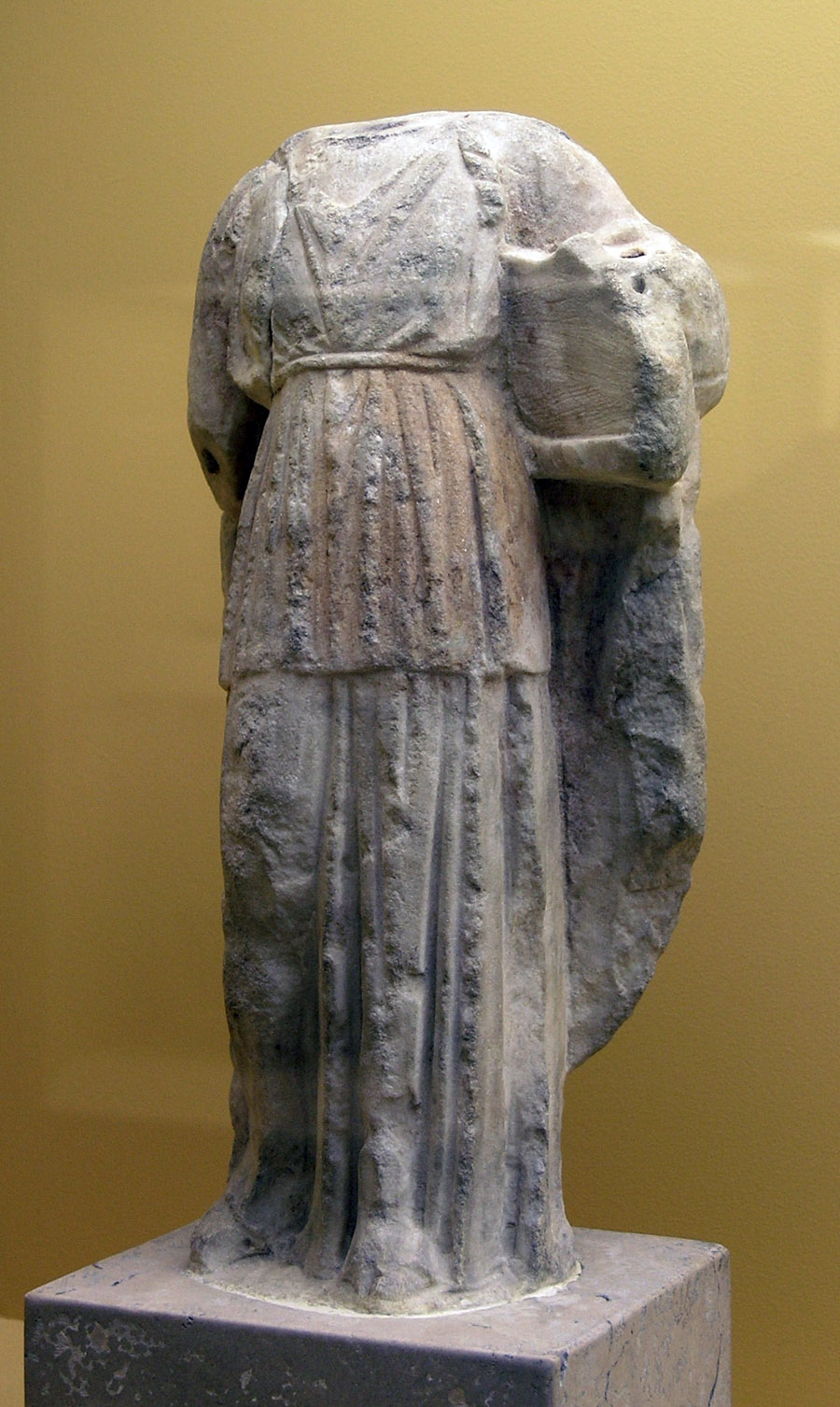
Statue d'Apollon Patroos, par Euphranor.

La déesse porte un péplos, robe faite d'une seule pièce de tissu non coupé qui s'enroule autour du corps et retombe en formant des plis. Les lanières des sandales, coulées séparément, ont disparu.
Les détails de la statue sont très élaborés et, pour une part, faits d'éléments rapportés : lèvres en cuivre rose qui révèlent des dents en marbre blanc, cils en bronze encadrant des yeux en marbre à iris en bois de châtaignier. Les cheveux, coiffés dans le style « melon », sont ondulés et séparés en sections égales qui remontent en couronne vers le sommet de la tête.
La main gauche contient encore un petit morceau d'argile qui était destiné à caler l'arc. Le carquois a disparu, mais on peut encore en distinguer, dans le dos, les attaches des courroies.

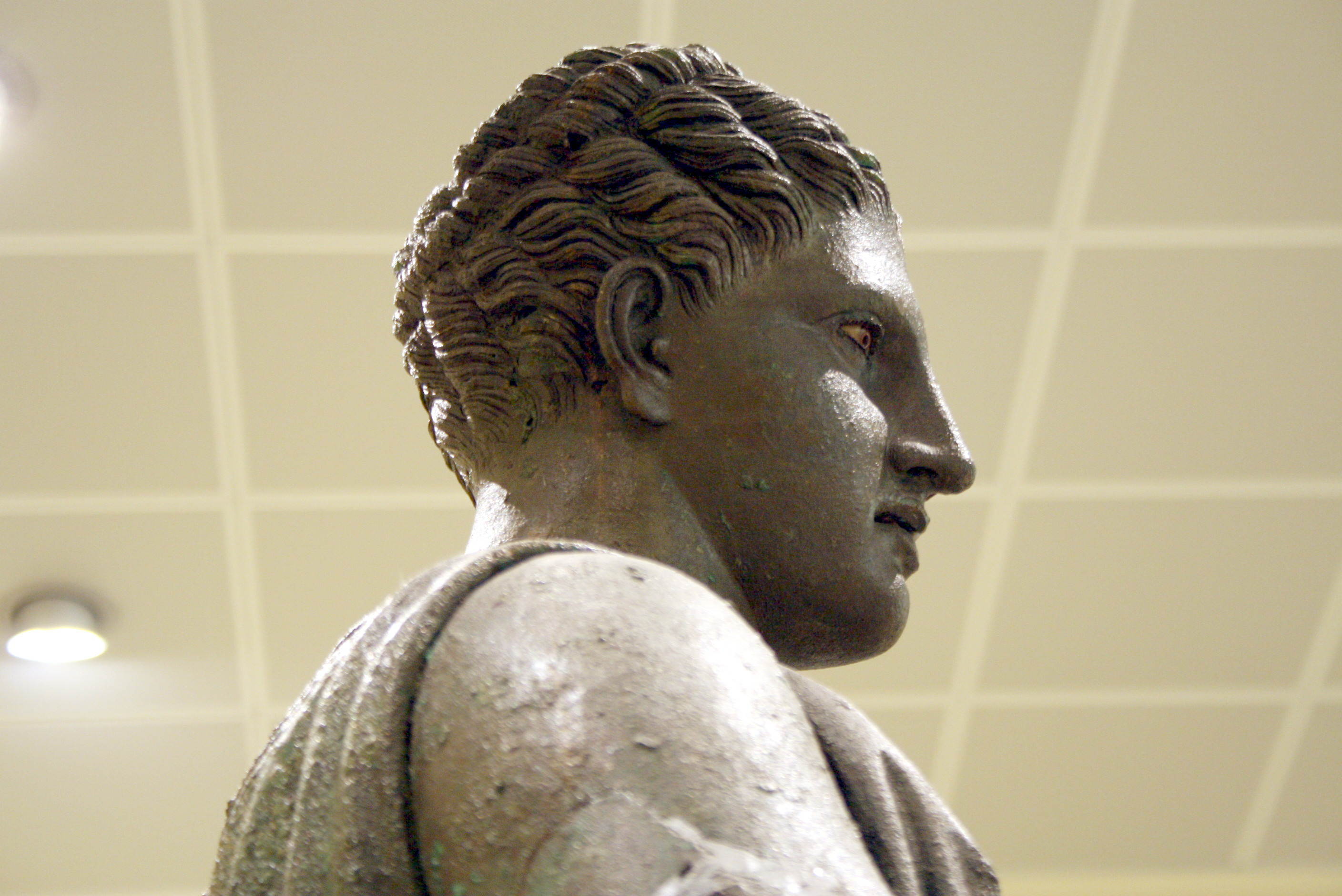
Profil de l'Artémis « A ».
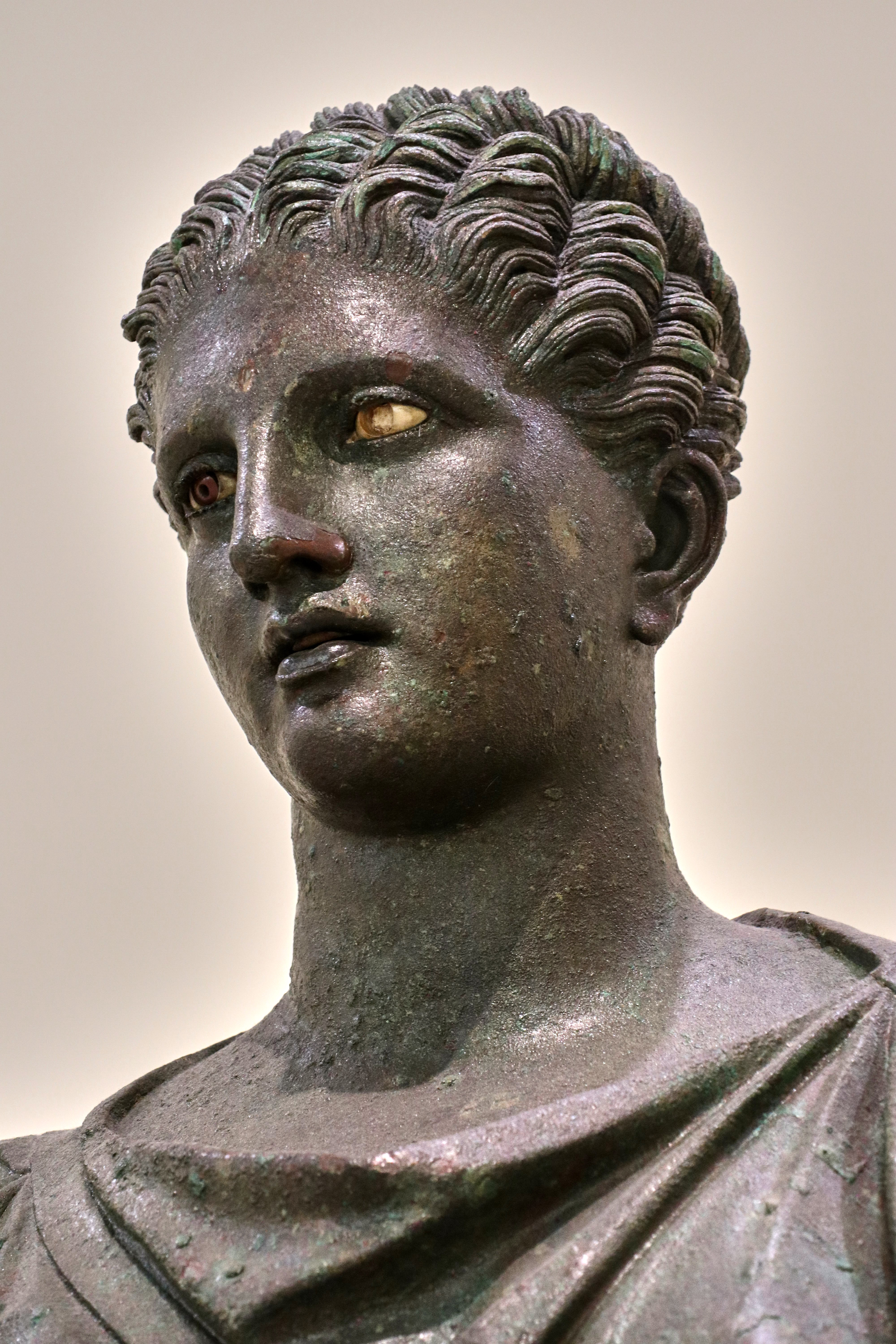
Visage de l'Artémis « A ».

#### Artémis B

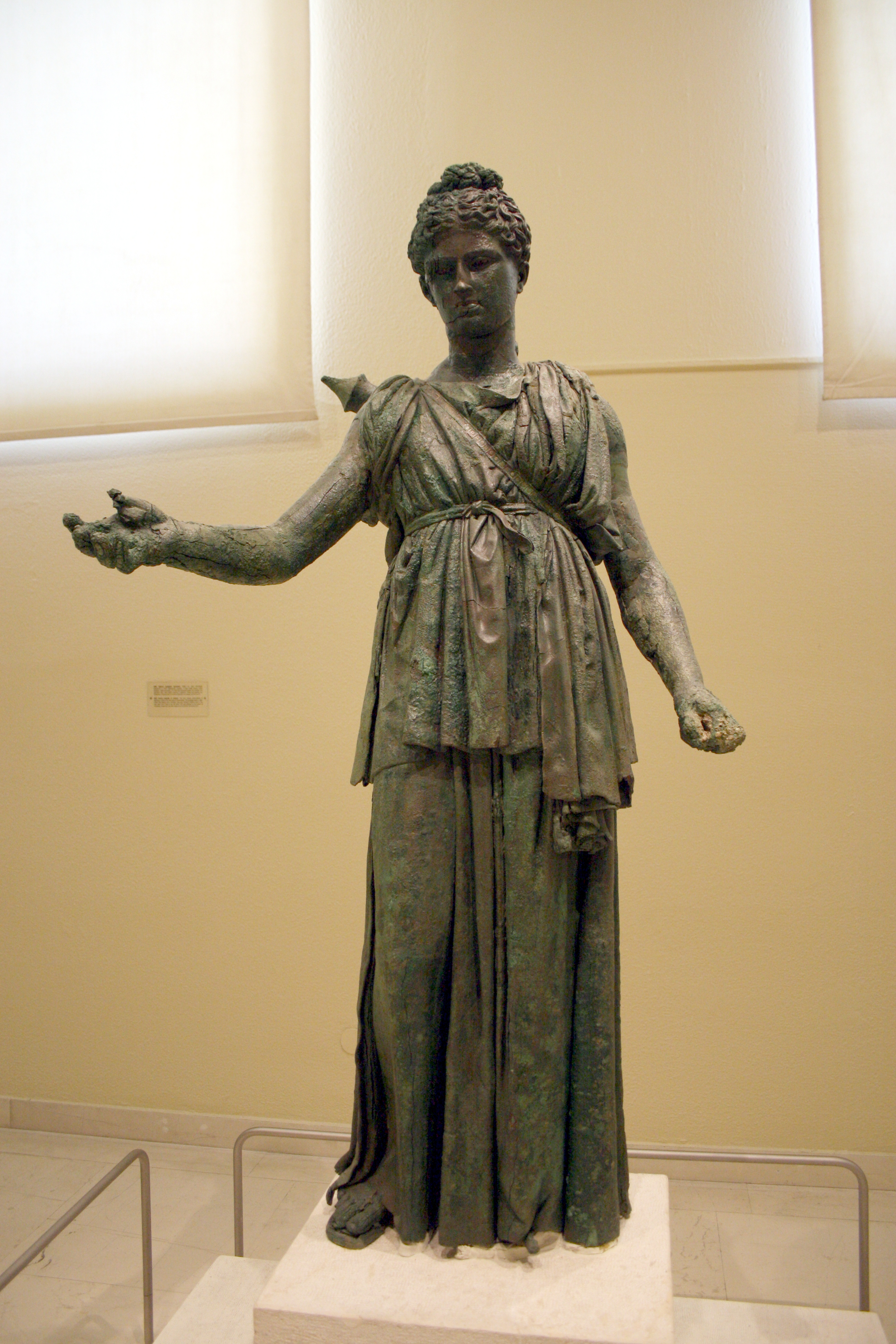
Artémis B.

L'Artémis "B" est plus petite, haute de 1,55 m, elle aussi de style hellénistique, de la fin du IVe siècle av. J.-C. ou du début du siècle suivant. C'est la moins bien conservée des statues de bronze du Pirée. Le métal qui la constitue est largement brisé, fissuré, oxydé. Un des côtés du visage est très altéré. Mais le carquois est conservé, ainsi que la chevelure élaborée, faite de tresses remontant en chignon au sommet de la tête.
La pose est similaire à celle de l’Artémis A, mais au lieu du style proche de Polyclète de la première, l'attitude de l’Artemis B est d'allure clairement praxitélienne.

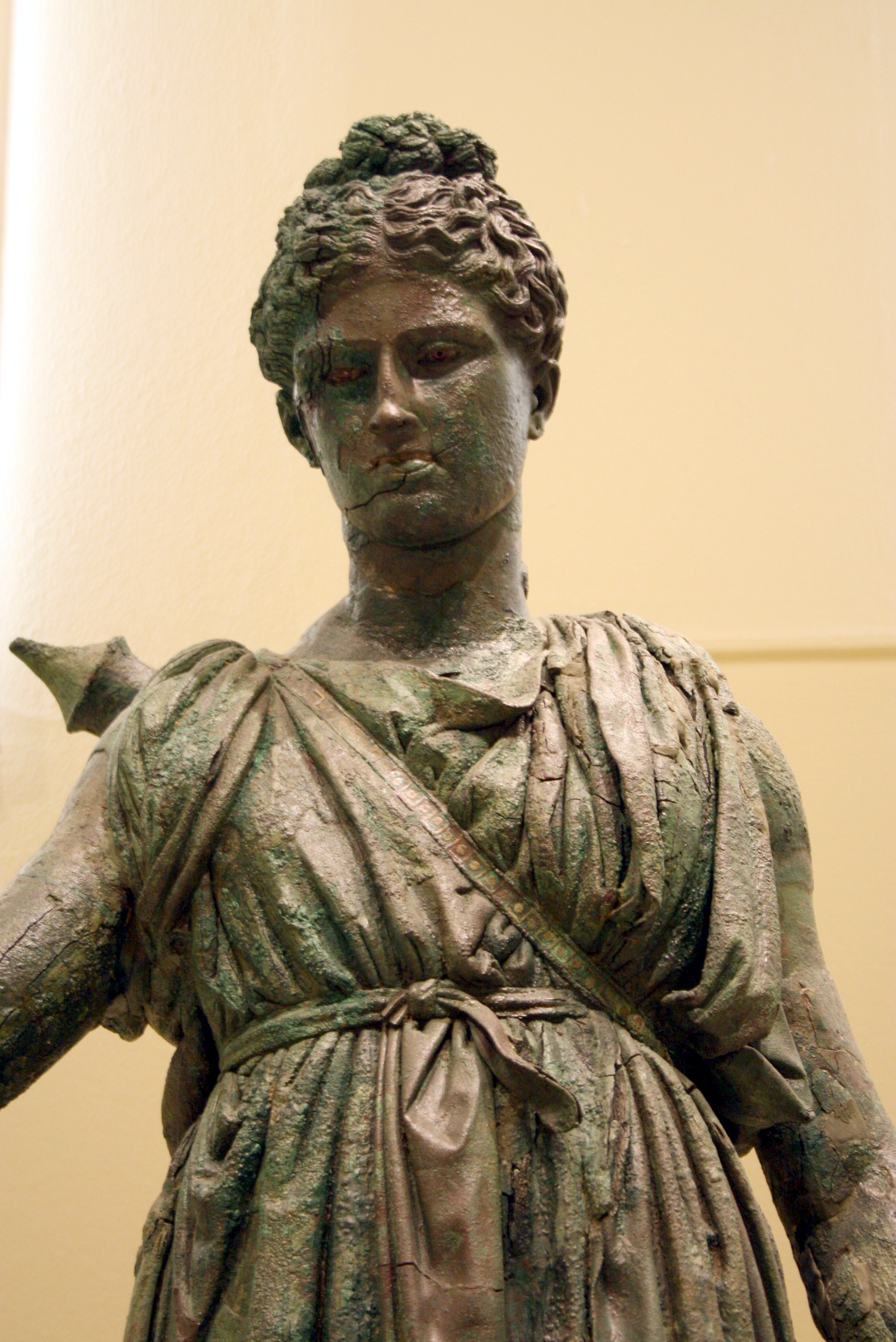
Artémis B du Pirée.
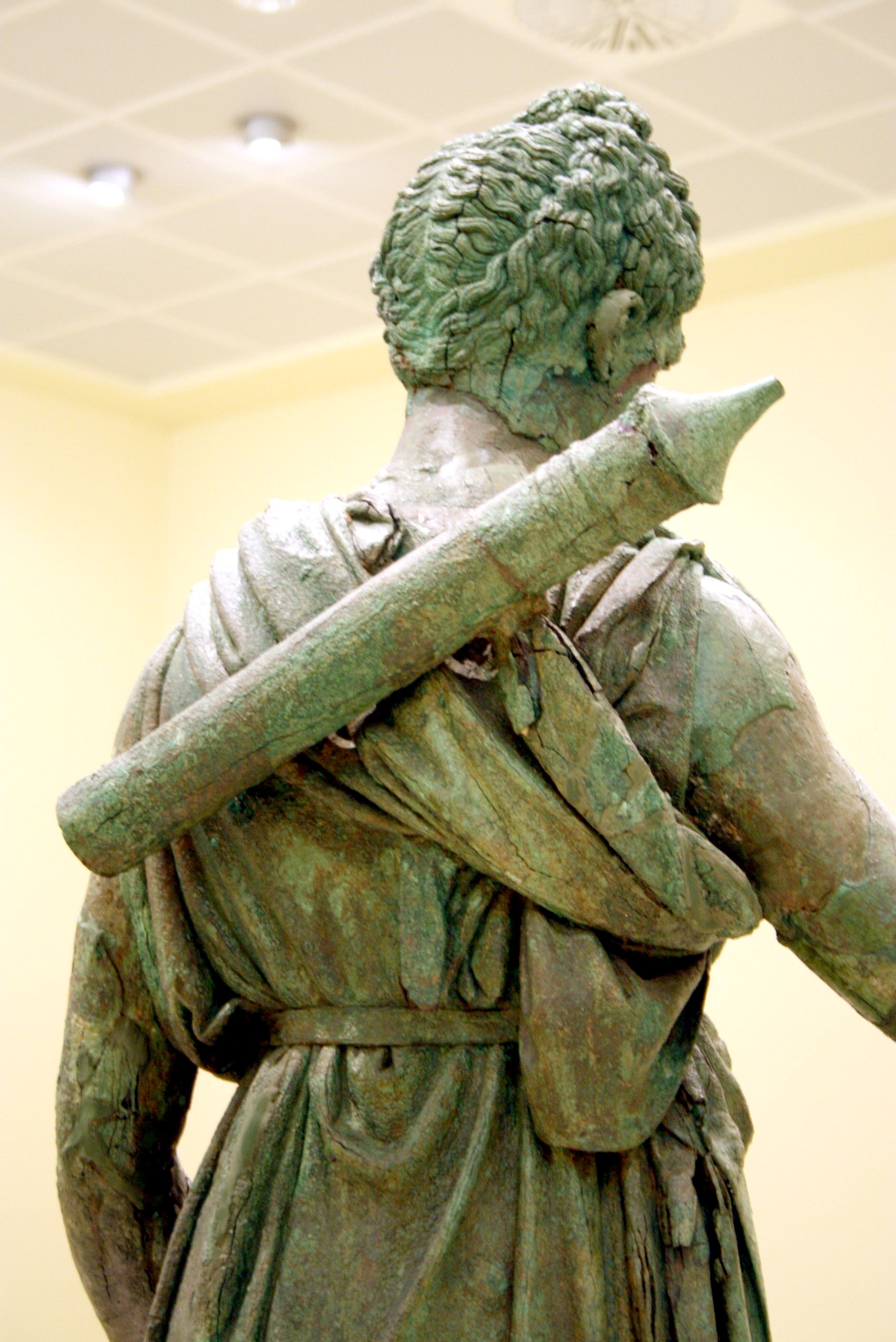
Carquois et coiffure à tresses de l'Artémis B.

### Stèles funéraires
Une exposition en plein air, aménagée le long du théâtre grec, est consacrée aux stèles et autres objets funéraires découverts au Pirée.

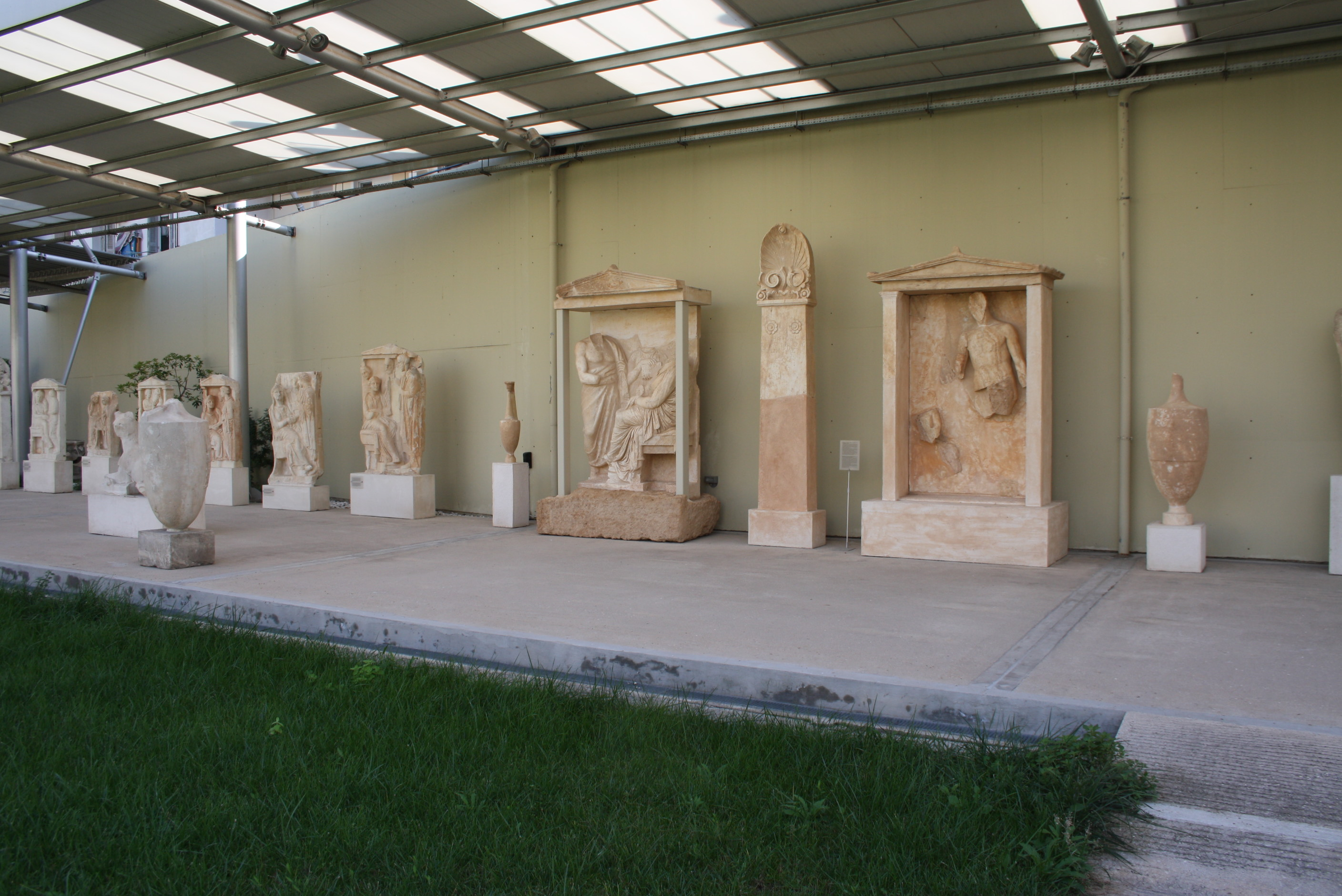
Stèles du cimetière nord du Pirée.
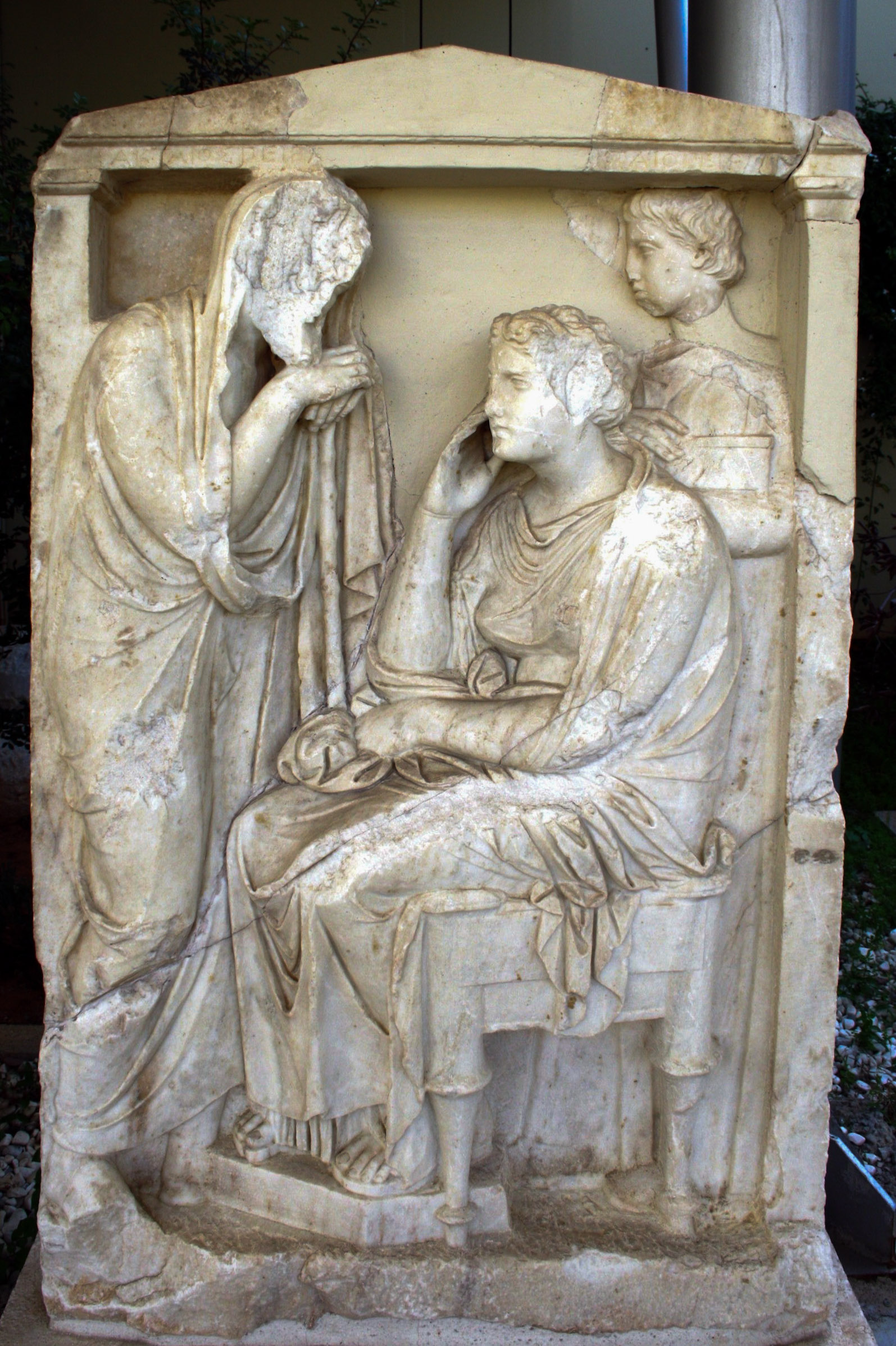
Naiskos funéraire d'Aktaios et son épouse, accompagnés d'une servante tenant une pyxide. Première moitié -IVe s.
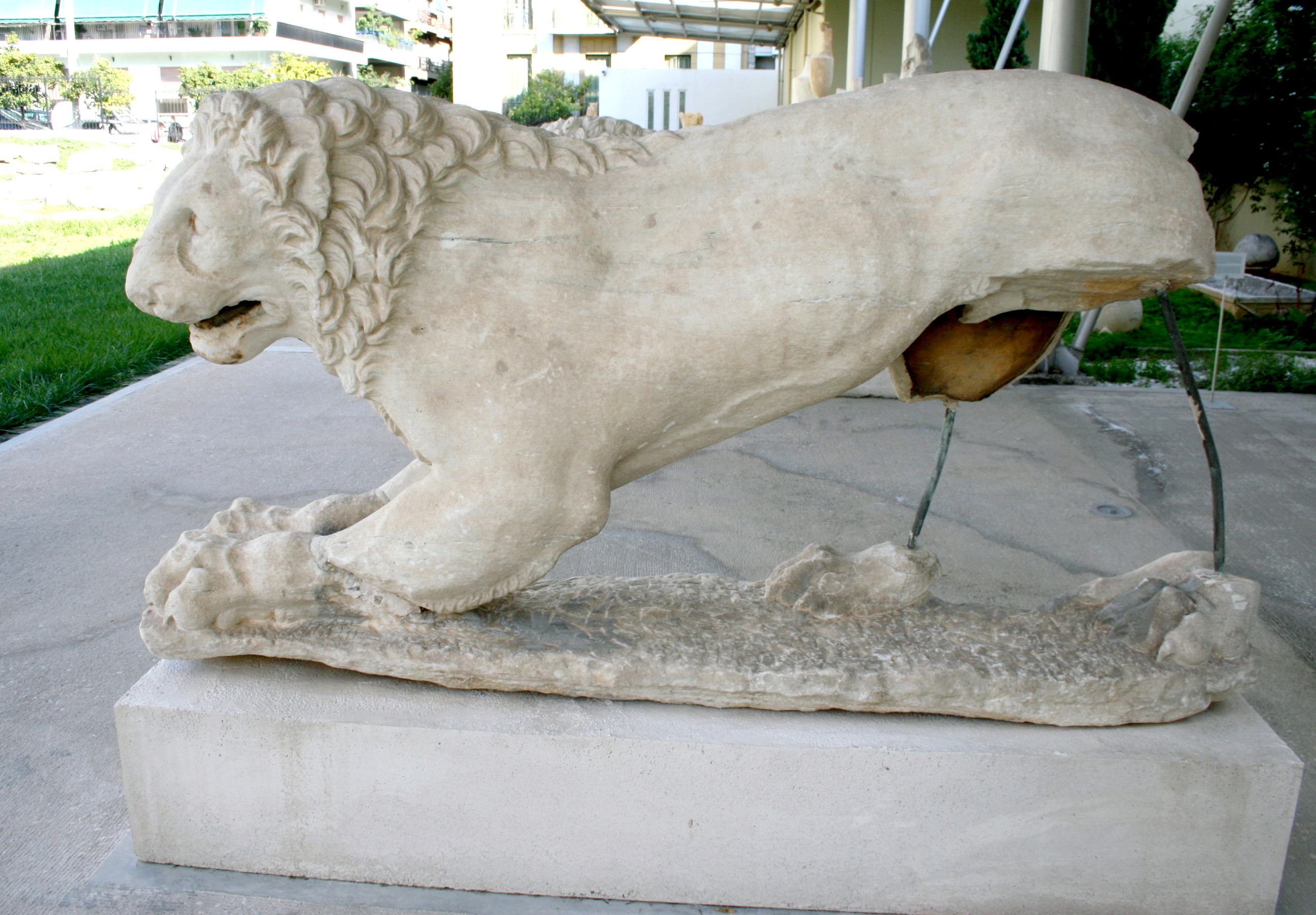
L'un des deux lions flanquant la tombe de Peithonikos, fin -IVe s.